# Mirae-hanguk-Partei
Die Mirae-hanguk-Partei (koreanisch: 미래한국당, Transliteration: Mirae-hanguk-dang; deutsch: Zukunftspartei Koreas) war eine konservative Oppositionspartei in Südkorea, die am 5. Februar 2020 als Schwesterpartei der Jayu-hanguk-Partei (siehe Lista Civetta), welche wenige Tage später in die Mirae-tonghap-Partei aufging, gegründet wurde. Die Gründung geschah im Hinblick auf die Bevorzugung kleinerer Parteien bei den Parlamentswahl in Südkorea 2020.
Ende Mai 2020 wurde die Partei in die Mirae-tonghap-Partei integriert.

## Geschichte
Als erster Parteivorsitzender wurde Han Sun-kyo gewählt. Dieser trat jedoch bereits am 19. März 2020 gemeinsam mit anderen Führungspersonen der Partei aufgrund interner Streitigkeiten wieder von seinem Posten zurück. Als sein Nachfolger wurde einen Tag später Won Yoo-chul, der Abgeordnete für die Stadt Pyeongtaek bestellt. Am 24. März 2020 bestellte die Partei mehrere Frauen als neue Parteisprecherinnen.
Aufgrund dessen, dass die benötigte Anzahl von 20 Abgeordneten der Gukhoe zur MHP übertraten, konnte die Partei eine Verhandlungsgruppe (교섭단체) gründen. Dadurch erhielt die Partei unter anderem mehr finanzielle Zuwendungen für den Wahlkampf.

### Nach der Parlamentswahl 2020
Bei der Wahl erreichte die Mirae-hanguk-Partei 19 Sitze. Unter anderem zog für sie der nordkoreanische Flüchtling Ji Seong-ho in die Gukhoe ein. Ursprünglich war gedacht, dass sich die MHP mit der Mirae-tonghap-Partei nach der Wahl vereinigen würde. Da jedoch die Bildung einer Verhandlungsgruppe, wofür 20 Abgeordnete notwendig sind, erhebliche finanzielle Vorteile mit sich bringen würde, wurde darüber nachgedacht einen Abgeordneten der MTP in die MHP zu senden. Zudem wurde eine Vereinigung mit der Gungminui-Partei von Ahn Cheol-soo in Erwägung gezogen, da diese Partei aktuell drei Sitze hält.
Wenig später einigte man sich auf die völlige Integration der MHP in die Mirae-tonghap-Partei.

## Wahlergebnisse
| Wahl                | Wahl        | Stimmen   | %    | Mandate |
| ------------------- | ----------- | --------- | ---- | ------- |
| Parlamentswahl 2020 | Parteiliste | 9.441.520 | 33,9 | 19 / 47 |